# 融水华溪蟹
融水华溪蟹（学名：Sinopotamon rongshuiense）为溪蟹科华溪蟹属的动物。在中国大陆，分布于广西、贵州等地，多栖息于海拔1500米上下的山区溪流石块下。